# يوكي ناكاياما
يوكي ناكاياما (باليابانية: 中山 雄希) (مواليد 16 أكتوبر 1994)، هو لاعب كرة قدم سابق كان يلعب كمهاجم.

## وصلات خارجية
- يوكي ناكاياما على موقع رابطة كرة القدم اليابانية للمحترفين (اليابانية)
- يوكي ناكاياما على موقع قاعدة بيانات كرة القدم.إي يو (الإنجليزية)
- يوكي ناكاياما على موقع Soccerway.com (الإنجليزية)
- يوكي ناكاياما على موقع عالم كرة القدم.نت (الإنجليزية)